# Кровная дань
Кровная дань или Дань кровью (исп. Tributo de sangre) — это популярное название, данное семейному праву (исп. derecho de familias), установленному Испанской короной на Канарских островах, которое состояло в обязательстве отправлять пять канарских семей в Америку за каждые 100 тонн товаров, перевозимых кораблями с Канарских островов. Это обязательство было частью Королевского регламента 1718 года, которым была нарушена коммерческая монополия с Америкой, которая до этого момента поддерживалась Лонхой (биржой, созданной годом ранее в Кадисе, а до этого расположенной в Севилье). С другой стороны, количество канарских семей, эмигрировавших в Америку, обычно превышало количество семей, предусмотренное вышеупомянутым постановлением, в связи с тем, что оно стало механизмом репрессий против островного населения Испанской короны и канарской олигархии, которые владели крупными владениями и осуществляли экспорт сельскохозяйственной продукции, (касики). Таким образом, в 1684 году первые канарские семьи эмигрировали в Америку за счет кровной дани, в том же году 97 канарских семей эмигрировали в Доминиканскую Республику. Эмиграция в Америку была запрещена с 1574 года, чтобы предотвратить обезлюдение островов, но от аграрного кризиса в конце XVII века усматривались признаки перенаселения и казалось уместным прибегнуть к эмиграции как к спасительному решению. На протяжении XVIII века семейное право стало фискальным бременем, позволяющим судовладельцам уклоняться от своих обязательств с помощью денежной выплаты, когда не было семей, желающих эмигрировать на официальных условиях. Кровная дань была отменена в 1778 году.
Эффект эмиграции был значительным и помог укрепить испанское присутствие в тех районах Испанской империи в Америке, которым угрожали соперничающие державы, такие как Португалия, которая угрожала региону Рио-де-ла-Плата с юга Бразилии, или Англия и Франция в районах к северу от Рио-Гранде, в Мексиканском заливе и в Карибском море. Основание таких городов, как Монтевидео или Сан-Антонио-де-Техас, или заселение Кубы, Пуэрто-Рико, Доминиканской Республики и дельту реки Миссисипи являются свидетельством важности этих усилий Испанской короны по репопуляции, предпринятых с поселенцами с Канарских островов.
В настоящее время в некоторых районах дельты реки Миссисипи продолжают жить потомки обосновавшихся в XVIII веке тех канарских поселенцев, которые, живя почти в изоляции, сохранили испанский язык до настоящего времени (по крайней мере, между старшими поколениями) и выказывают определенную гордость за то, что они произошли от канарцев.